# Earl Hickey
Earl Jehosephat Hickey, es un personaje ficticio y el protagonista de la serie de televisión My Name is Earl, interpretado por Jason Lee. 
Después de llevar una vida de crimen que lo llevó a ninguna parte, Earl descubre el concepto de karma. Él lo probó, y después de que las buenas cosas empezaron a suceder, decidió hacer una lista de todo lo malo que hizo en su vida y remediarlos una por una. Ha ayudado a mucha gente a lo largo de cuatro años, y pese a que se divorció de tres matrimonios y haber estado en la cárcel, continuó para compensar todas las cosas malas que ha hecho en su vida.

## Vida delictiva

### Infancia
Se suponía que Earl se iba a llamar Carl, después de que su padre escribiera con una letra muy mala el nombre de su hijo en el certificado de nacimiento por lo que la C se le entendió como una E. Earl ha sido un elemento perturbador al parecer desde una edad temprana. Por ejemplo, cuando él tenía cuatro años, golpeó al amigo de su padre Rick James en la ingle, y cuando tenía 10, corto una sección de pelo de la cabeza de Carl y la pegado debajo de su nariz, lo que lo hizo parecer un bigote de Hitler. Cuando Earl tuvo 11, perdió el antiguo Mustang de su padre diciéndole que perdió el auto en un pantano.
De niño, Earl cometió muchos crímenes. Una vez, mientras jugaba a la pelota, le dieron patadas a Kenny James después de haber hecho un buen golpe. También alentó a Ralph Mariano para comenzar una vida de crimen, cuando le mostró la "Calle Piñata"; smashing Gumball una máquina con un bate de béisbol.
Cuando eran niños, Earl y Randy se dirigían a la Feria del Condado de Camden todos los años. Carl, estuvo ausente por mucho tiempo porque según él era la manera más fácil para hacer frente a su matrimonio.
Earl tenía pezones muy peludos a pesar de ser un niño, lo que llevaba a que se burlaran de él en gran medida, mientras estaban en la piscina.

### Edad Adulta
Earl se mudó de la casa de su padres cuando tenía 19 años, el 14 de marzo de 1989. Algún tiempo antes de que él descubriera el karma y Randy estaba todavía en la escuela secundaria, Earl apuesta que el equipo de Randy pierde y, después de alentar a Randy a desordenar su juego, ganó un montón de dinero. 
En varias ocasiones, él y Randy se burlaban de los ciudadanos que tienen diferentes acentos. En algún momento, se orinó en la parte trasera de un auto de policía.
Cuatro años antes de hacer la lista, Earl arruinó las posibilidades de su padre para convertirse en alcalde. Carl se enojó después de ver la esperanza de alcalde a ser Marty Parque un cambio en su ruta de vuelo y las casas vecinas, por lo que decidió hacer campaña a la alcaldía frente a Parque. Mientras tanto, Earl tuvo problemas con la policía, algo que fue recogido por Parque para hacer una nueva campaña contra Carl y así perdiera las elecciones.
Siete meses antes del karma, Earl y Randy manipularon a un golfista, Scott, en la compra de cerveza por convencer a él que venía recibiendo muchos agujeros en uno. Earl y Randy robaron varias bebidas cerca de una tienda en varias ocasiones. 
Seis meses antes de descubrir el karma, Earl fingió su propia muerte para salir de una relación. 
En las primeras horas del Año Nuevo de 1999, Earl estando borracho robó un caballo que iba a ser utilizado para un desfile de Buddy un niño que había sido diagnosticado con una enfermedad mortal. En la mañana no pudo montar el caballo en el desfile de Año Nuevo como él siempre había querido.

## Vida Matrimonial
Antes de hacer su lista, Earl se encontraba en una relación con una mujer llamada Jessie. Sin embargo, Joy Darville decidió que necesitaba un marido para mantener a su hijo que estaba por nacer, y haciendo que Earl se emborrache, se casa con él esa misma noche. Earl al despertar al lado de su nueva mujer, se da cuenta de que estaba embarazada, cuando dio a luz a su bebe lo llamó Dodge. Posteriormente dio a luz a lo que Earl pensaba que era su bebé, pero pronto descubrió que Earl Jr. era el hijo de Darnell que había estado teniendo una aventura con Joy.
Varias semanas después de su boda, Donny Jones, Earl, Randy, Darnell y Joy convencidos de que el mundo terminaría en el año 2000, y al ver que no había nadie más en las calles deciden huir hacia un supermercado en donde cada uno de ellos escoge una sección para permanecer el resto de sus vidas. Sin embargo, al otro día, se dieron cuenta de que el resto del mundo seguía vivo y volvieron a sus casas.
Earl hizo varios desastres en su matrimonio con Joy como, cuando Earl utiliza una figurilla que había ganado Joy de pequeña en un concurso de belleza junto a su mamá. 
Después de casarse con Joy, Earl y Randy robaron unos zapatos de la bolera y encontró una placa de policía en ellos, que le correspondía al oficial Stuart Daniels. Utilizaron esta placa para obtener todos los beneficios que tienen los policías, pero en cuanto el juego se tornó en un problema decidieron tirar la placa al río.
También le arruinó la oportunidad de ser famosa, disparándole a un video que habían grabado para enviárselo a Estrada, en donde ella hacía cosas asquerosas.

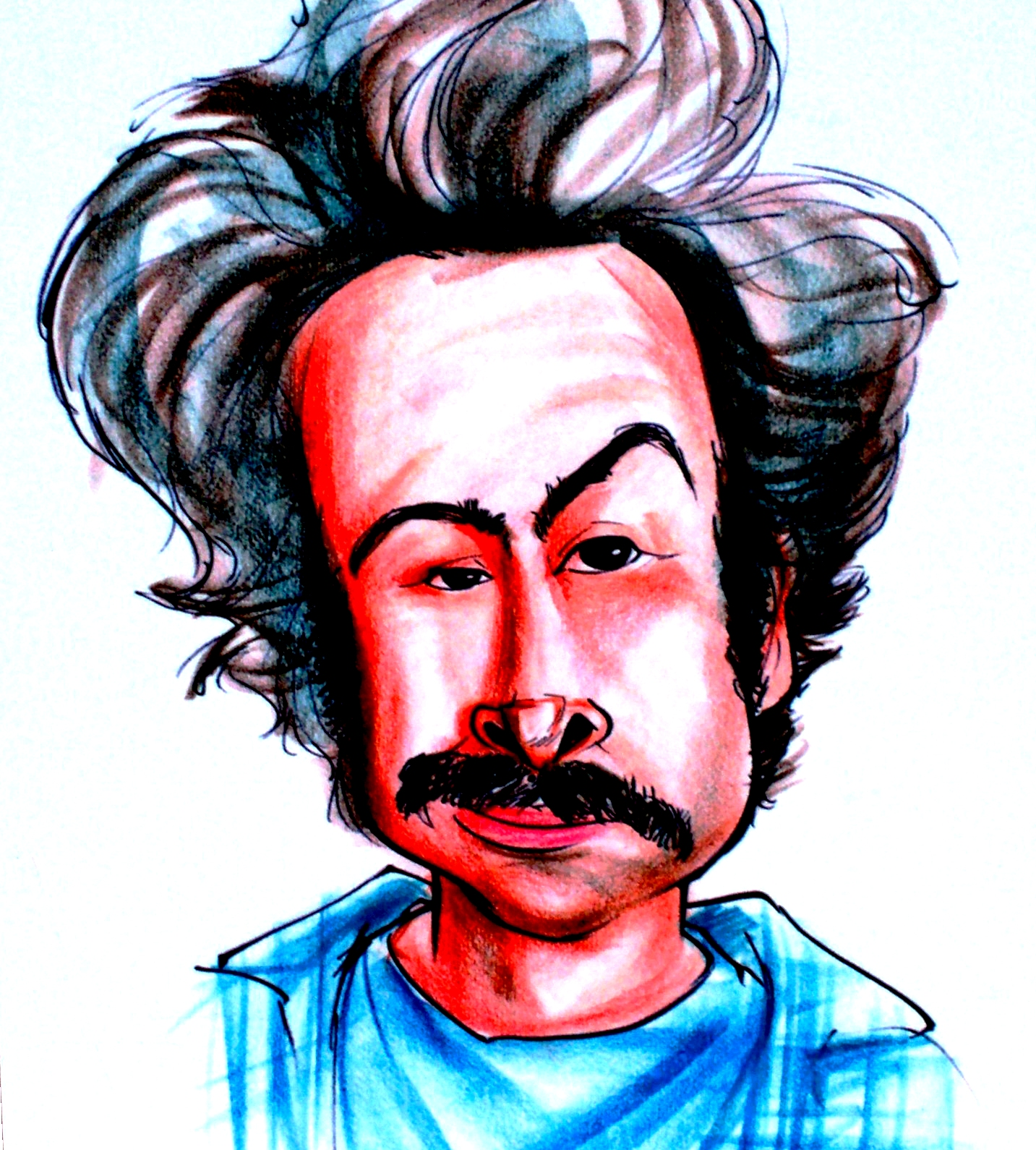
Caricatura de Earl.

## Karma
Earl, que nada más ganar $100.000 en la lotería de un boleto comprado con dinero robado, pierde el boleto al ser atropellado por un coche. Mientras se encuentra convaleciente en el hospital su mujer le hace firmar el divorcio, y es entonces cuando, a través de la televisión, descubre el karma a raíz de un comentario de Carson Daly en su programa. El descubrimiento del karma, le hace replantearse su vida, a la que decide dar un giro a mejor. Es entonces cuando decide escribir una lista con todas las malas acciones que ha hecho con el lema de: "Si haces cosas buenas te pasarán cosas buenas".

## A destacar
- Earl Hickey ha aparecido en cada episodio de la serie.
- El cumpleaños de Earl es el 25 de abril de 1970 al igual que el actor que lo interpreta (Jason Lee), el cumpleaños de Earl apareció en dos capítulos de la serie: La boda de Joy y en La fiesta de cumpleaños.
- Cada vez que Earl se tomaba un foto aparecía con los ojos cerrados, era inevitable hacerlo. Se considera que esto es un guiño a la película Forrest Gump, en la que cada foto de Forrest aparece con los ojos cerrados.
- En su licencia de conducir, aparece que vive en Pimmit Hills Trailer Park, Espacio C-13, Condado de Camden. Su fecha de nacimiento es 4/25/1970, su altura es de 6 ft 2 in ", su peso es de 90 kg, sus ojos son marrones al igual que su pelo, y él es un donante de órganos.
- En el piloto de la serie, Raising Hope, se comenta un programa de la televisión que un sujeto por fin había terminado su lista, por lo que da a entender que Earl al final terminó con su Karma.